# ماغي فيتزغيبون
ماغي فيتزغيبون (بالإنجليزية: Maggie Fitzgibbon)‏ هي ممثلة أسترالية، ولدت في 30 يناير 1929، وتوفيت في 8 يونيو 2020.

## وصلات خارجية
- ماغي فيتزغيبون على موقع IMDb (الإنجليزية)
- ماغي فيتزغيبون على موقع ألو سيني (الفرنسية)
- ماغي فيتزغيبون على موقع ميوزك برينز (الإنجليزية)
- ماغي فيتزغيبون على موقع أول موفي (الإنجليزية)
- ماغي فيتزغيبون على موقع ديسكوغز (الإنجليزية)
- ماغي فيتزغيبون على موقع قاعدة بيانات الفيلم (الإنجليزية)
- ماغي فيتزغيبون على موقع كينوبويسك (الروسية)